# گوک‌خان ساکی
گوک‌خان ساکی (انگلیسی: Gökhan Saki؛ زادهٔ ۱۸ اکتبر ۱۹۸۳) ورزشکار هنرهای رزمی ترکیبی اهل پادشاهی هلند است.